# 브루나이만

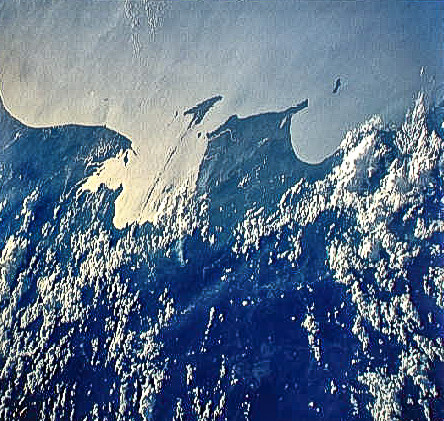

브루나이만(말레이어: Teluk Brunei)은 브루나이와 말레이시아의 보르네오섬 북서쪽 해안에 위치한 만이다. 이곳은 브루나이의 월경지인 틈부롱구로 진입하는 관문으로 브루나이만을 둘러싸고 있는 말레이시아의 사라왁주와 브루나이 본토를 분리하는 곳이다. 브루나이만은 브루나이 반다르스리브가완 동쪽에 위치하고 있다.

## 참고 자료
- Caldecott (1987); Currie (l979a, l979b, 1980 & 1982); Farmer (1986); Farmer et al. (1986); Howes & Sahat (in prep); Karpowicz (1985); Lindley (1982); Sahat (1987); Teng (1970 & 1971); UGL Consultants Ltd (1983).
- John R. Howes, Mohammad Jaya bin Haji Sahat and Euan G. Ross.